# Via Crucis de Concabella
El Via Crucis de Concabella és una obra de Concabella, al municipi dels Plans de Sió (Segarra), inclosa a l'Inventari del Patrimoni Arquitectònic de Catalunya.

## Descripció
Es tracta d'un recorregut de Via Crucis que comença al interior de l'església de Sant Salvador de Concabella i finalitza a la Capella de Sant Vicenç de Concabella situada als afores del poble, al costat de la carretera de Tàrrega. Tot i que actualment no es conserven totes les estacions, sí que es poden trobar les suficients per a poder seguir tot el recorregut.
La segona estació, la trobem situada davant la façana principal de l'església de Sant Salvador, marcada amb la presència d'una creu de formigó situada damunt una columna que presenta decoració vegetal al capitell i el fust apareix decorat amb incisions de formes geomètriques.
La tercera estació està situada al costat dels Abeuradors del nucli, amb la presència d'una creu situada a uns dos metres del nivell del terra, la qual presenta una creu de mitjanes dimensions realitzada amb pedra, amb decoració als extrems del brancal vertical i la presència del número 3 amb números romans al mig.
La quarta estació està situada a la Plaça Major del nucli. Està formada per un triple graonat, base, fust de planta octogonal i capitell que presenten decoració geomètrica, i la creu situada al capdamunt amb la presència d'un crucifix.
La dotzena estació es troba als afores del nucli, al peu de la carretera de Tàrrega. Aquesta estació és la que presenta més diferències a les altres, ja que està formada per tres creus situades dalt d'un pedestal fet amb paredat, les quals presenten una estructura de base de planta quadrada, fust de planta octogonal, capitell i creu. La creu situada al mig, presenta major alçada, i a la creu pròpiament dita hi trobem la representació d'un crucifix.
Finalment, l'última estació conservada és la catorzena, situada davant la Capella de Sant Vicenç. D'aquesta creu únicament es conserva la base quadrada i el fust circular decorat amb incisions de formes geomètriques de les mateixes característiques de la creu situada davant l'església del nucli.